# Medicine Lake, Alberta
Medicine Lake är en sjö i Kanada.   Den ligger i provinsen Alberta, i den centrala delen av landet, 3 100 km väster om huvudstaden Ottawa. Medicine Lake ligger 1 422 meter över havet. Arean är 2,6 kvadratkilometer. Den sträcker sig 3,4 kilometer i nord-sydlig riktning, och 5,2 kilometer i öst-västlig riktning.
I omgivningarna runt Medicine Lake växer i huvudsak barrskog. Trakten runt Medicine Lake är nära nog obefolkad, med mindre än två invånare per kvadratkilometer.